# 北方貨物線
北方貨物線（日语：／ Hoppou Kamotsu sen */?）是東海道本線，从大阪府吹田市的吹田貨物總站經過大阪市淀川區到兵庫縣尼崎市尼崎站的支線通稱。北方貨物線與東海道本線的交匯點分別位於茨木站和塚本站的站內。

## 概要
1918年开通。在大阪站興建時，作为避免大幅南下穿过梅田市区，而绕过东海道本线大阪段的货运线路。

### 路线数据
- 路线距离（运营公里）：
  - 吹田货运站 - 尼崎站 (12.2km)
  - 大阪站～新大阪站附近～宫原道岔、冢本站～宫原道岔之间（營運公里未设置）
- 管辖范围：西日本铁路（第一类铁路运营商）、日本货运铁路（第二类铁路运营商）
- 複線轨段：全线
- 通电方式：全线（ 直流 1500V）
- 閉塞方式: 自动关闭式
- 运行控制中心：大阪综合控制中心

## 沿線概況
1. ↑  作為JR貨物路線是本線的一部分